# Kardinal-von-Galen-Gymnasium (Kevelaer)
Das Kardinal-von-Galen-Gymnasium ist ein Gymnasium in Kevelaer in der Trägerschaft der Stadt. Es ist benannt nach dem Bischof von Münster Clemens August Graf von Galen, der im Dritten Reich öffentlich gegen die „Euthanasie“ auftrat und 1942 selbst Kevelaer besuchte.

## Lage
Das Gymnasium liegt am westlichen Stadtrand, nahe dem historischen Wasserturm.

## Geschichte
Kurz nachdem in Kevelaer die Wallfahrt begründet worden war, schlug 1657 der Oratorianer Johannes Stalenus vor, ein Gymnasium einzurichten. Dies wurde allerdings vom Kloster verworfen, da zu viel Arbeit in der Seelsorge bestand.
Johann Krickelberg griff dann 1748 diesen Gedanken erneut auf und richtete mit der Unterstützung durch mehrere Bürger 1751 in der Egmontstraße 11 eine lateinische Privatschule als „Studentenschule“ ein. Schulleiter wurde Johann Heinrich Keysers. Diese Höhere Schule wurde jährlich von ungefähr 35 Schülern besucht. Keysers starb 1790, die Schule wurde nachfolgend von Vikar Horlemann fortgeführt und als öffentliche Schule weitergeführt. Man unterrichtete in hochdeutscher und französischer Sprache. Im Rahmen des französischen Besatzungsrechts wurde die Schule 1791 zwangsaufgelöst.
Nach dem Abzug der Franzosen versuchte Pastor Johann Heinrich Krickelberg 1820, das Gymnasium wieder einzurichten. Allerdings wurde die private Rektoratsschule erst am 25. Oktober 1859 im Westflügel des Kevelaerer Priesterhauses eröffnet und hatte acht Schüler sowie den Schulleiter Heinrich Kottenstette. Reichskanzler Otto von Bismarck wandelte die Rektoratsschule 1872 im Zuge des Kulturkampfs in eine „Familienschule“ um, dies bedeutete erneut das Ende des Gymnasiums.
Pastor Joseph van Ackeren sorgte mit Hilfe eines kirchlichen Rektoratsvereins dafür, dass 1894 an der Ecke Twistedener und Römerstraße eine Höhere Knabenschule eingerichtet werden konnte. Ebenso ermöglichte er, dass ab 1902 auch Mädchen der Bewahrschule unterrichtet wurden, heute der Kindergarten St. Marien.
Die Stadt Kevelaer übernahm 1922 die Trägerschaft der privaten Knaben-Rektoratsschule. Zu diesem Zeitpunkt besuchten 90 Jungen die Schule und 70 Mädchen die höhere Mädchenschule an der Bogenstraße (heute Antwerpener Platz) und wurden von St. Antonius geleitet.
Der Bürgermeister Aloys Eikelberg ordnete gemeinsam mit den Gemeinderäten die Schließung der Schule in dieser Form an, um sie in ein „Vor-Gymnasium“ für das Gymnasium in Geldern umzuformen. Dazu wurde der Dechant Wilhelm Holtmann (1882–1949) unter Druck gesetzt, eines der beiden Schulgebäude zur Verfügung zu stellen. So wurde die Mädchenschule 1939 geschlossen und das Progymnasium dort eingerichtet.
Nach den Bombenangriffen 1945 war die „Höhere Schule Kevelaer“ zerstört und die Schüler wichen in die Gaststätte Valks an der Busmannstraße bzw. in die Räume von Butzon & Bercker aus, bis 1946 das Gebäude an der Bogenstraße wieder instand gesetzt war.
Für das Progymnasium wurde auf einen Ratsbeschluss 1952 ein neues Gebäude mit Aula errichtet, heute das Konzert- und Bühnenhaus sowie die öffentliche Begegnungsstätte. Ebenfalls wurde die Schule um eine Mittelstufe erweitert.
1959 wurde das Progymnasium zum regulären Gymnasium mit Abiturprüfung. 1960 wurde das Gymnasium in Kardinal-von-Galen-Gymnasium umbenannt im Gedenken an die Persönlichkeit und das Wirken des Bischofs im Dritten Reich, der 1942 auch Kevelaer besucht hatte.
Die Räumlichkeiten wurden zu klein, zeitweilig wurden Baracken aufgestellt, bevor 1978 das neue Schulzentrum Hüls am Wasserturm gemeinsam mit den beiden Hauptschulen bezogen wurde. Neben dem großzügigen Schulgebäude wurde ein Schwimmbad, ein Stadion und eine Sport- und Multifunktionshalle errichtet.

## Schulleben
An der Schule werden zahlreiche Aktivitäten angeboten:
- Fußball, die Mädchenmannschaft wurde 2017 Kreismeister[3]
- Schülerzeitung[4]
- Schüler- und Lehrerchor[5]
- Schulimkerei[6]
- Bibliothek

und es bestehen Schulpartnerschaften mit den Schulen:
- Abilene High School in Abilene, Kansas
- Marnix College, Ede
- IV. Liceum, Wrocław (Breslau)

## Bekannte ehemalige Schüler
- Die PietSmiet-Mitglieder
  - Denis Hartwig (ehemals)
  - Peter Georg Smits
  - Jonathan William Moritz Apelt
  - Sebastian Lenßen
- Christoph Schmitz, deutscher Gewerkschafter und Journalist
- Dominik Pichler, deutscher Politiker der SPD, seit Oktober 2015 Bürgermeister von Kevelaer

## Bekannte ehemalige Lehrer
- Friedrich Börgers, 1989–1999 Bürgermeister von Kevelaer
- Hartmut Mirbach, Künstler und Photograph
- Paul Wans, Künstler, langjährig engagiert in der Kulturarbeit für Kevelaer